# Könözsy László
Dr. Könözsy László (Esztergom, 1941. február 24. –) Esztergom első polgármestere volt a rendszerváltás után. 1990-es megválasztása után még kétszer választották újra, majd 1999-ben lemondott. Polgármestersége alatt települt a városba Suzuki autógyár, a Fotex Rt. és az amerikai AMP, valamint az ipari terület elnyerte az ipari park címet. A Magyar Köztársasági Arany Érdemkereszt tulajdonosa.

## Pályája
Középiskolai tanulmányait az I. István Gimnáziumban végezte. 1964-ben gépészmérnöki diplomát szerzett a Budapesti Műszaki Egyetemen. 1971-ben automatizálási szakmérnöki diplomát és műszaki doktorátust szerzett ugyanitt. Felsőfokú oktatási intézményekben robottechnikai ismereteket oktatott. 1990-ben független jelöltként megszerezte az esztergomi polgármesteri széket. 1994-ben több mint 40, 1998-ban pedig 17,86%-kal újraválasztották. 1998-ban szintén függetlenként indult Komárom-Esztergom megye esztergomi választókerületében országgyűlési képviselőnek. A szavazatok csupán 6,64%-át sikerült megszereznie, így a második fordulóba már nem került be.
1999-ben egészségügyi állapotára hivatkozva lemondott polgármesteri tisztségéről, ezután időközi önkormányzati választásokat írtak ki.